# Ешланд (Пенсилванија)
Ешланд (енгл. Ashland) град је у америчкој савезној држави Пенсилванија.

## Демографија
По попису из 2010. године број становника је 2.817, што је 466 (-14,2%) становника мање него 2000. године.
| Група             | 2000.         | 2010.         |
| Белци             | 3.262 (99,4%) | 2.748 (97,6%) |
| Афроамериканци    | 7 (0,2%)      | 5 (0,2%)      |
| Азијати           | 3 (0,1%)      | 8 (0,3%)      |
| Хиспаноамериканци | 3 (0,1%)      | 29 (1,0%)     |
| Укупно            | 3.283         | 2.817         |